# Erigonoplus nasutus
Erigonoplus nasutus is een spinnensoort in de taxonomische indeling van de hangmatspinnen (Linyphiidae).
Het dier behoort tot het geslacht Erigonoplus. De wetenschappelijke naam van de soort werd voor het eerst geldig gepubliceerd in 1879 door Octavius Pickard-Cambridge als Walckenaëra nasuta.

## Synoniemen
- Walckenaëra nasuta
- Acartauchenius nasutus
- Trachelocamptus nasutus

## Voorkomen
De soort komt voor in Frankrijk en Portugal.